# Специальный отряд быстрого реагирования «Ахмат»
Специальный отряд быстрого реагирования «Ахмат» (СОБР «Ахмат», также спецназ «Ахмат», в 2009—2021 годах — СОБР «Терек») — подразделение Росгвардии, фактически подчиняющееся лично главе Чеченской республики Рамзану Кадырову.
Подразделение было создано в 2009 году для борьбы со сторонниками Чеченской республики Ичкерия. Журналисты «Новой газеты» в расследованиях отмечали, что «Ахмат» был причастен к похищениям, пыткам и внесудебным казням, а на территории подразделения находится по меньшей мере одна секретная тюрьма.
В ходе российского вторжения в Украину «Ахмат» получил ироничное наименование «тикток-войска», поскольку его бойцы не участвовали в боевых действиях, а снимали в тылу видео-ролики, в которых имитировали ожесточённое противостояние с ВСУ.

## История
СОБР «Ахмат» (часто упоминается в СМИ как «спецназ „Ахмат“») был образован в марте 2009 года как СОБР «Терек» под руководством друга детства Рамзана Кадырова Абузайда Висмурадова. Как и многие другие подразделения чеченских силовиков, «Ахмат» создавался для подавления сторонников Чеченской республики Ичкерия. После перехода Висмурадова на пост вице-премьера Чечни в феврале 2020 года «Ахмат» возглавил Апти Алаудинов — ещё один приближённый Кадырова. В марте 2021 года подразделению было присвоено имя первого президента Чеченской республики.

## Деятельность
Хотя формально СОБР «Ахмат» входит в структуру Росгвардии, как и ряд других чеченских формирований он фактически подчиняется лично Кадырову. В частности, спецназ «Ахмат» занимается охраной первого лица Чеченской республики.
Расследования «Новой газеты» указывали, что СОБР «Ахмат» участвовал в похищении, пытках и внесудебных казнях людей под предлогом причастности к терроризму или из-за гомосексуальной ориентации. По многочисленным свидетельствам, на территории базы СОБР «Ахмат» находится по меньшей мере одна секретная тюрьма. В частности, там содержали Ибрагима Янгулбаева — сына федерального судьи в отставке Сайди Янгулбаева и удерживаемой в Грозном Заремы Мусаевой, а также пытали (принуждали сесть на бутылку) одного из администраторов чеченского оппозиционного проекта «Адат».

### Российско-украинская война
Во время российского вторжения в Украину спецназ «Ахмат» получил ироничное прозвище «тикток-войска». Очевидцы и военные эксперты указывали, что чеченские подразделения не участвовали в боях на передовой, а снимали на занятых Россией безопасных территориях постановочные видео, в которых имитировали ожесточённые бои с ВСУ. The Insider отмечал, что подразделения чеченцев сопровождают профессиональные операторы с несколькими камерами.
Как сообщали пленённые бойцы добровольческих батальонов «Ахмат» («Ахмат-Север», «Ахмат-Юг», «Ахмат-Запад» и «Ахмат-Восток» были созданы уже после начала войны из разношёрстных контрактников из разных регионов России), этнические чеченцы находились на привилегированном положении и дислоцировались в 50 км от линии фронта. Из-за отсутствия спецназа «Ахмат» на передовой и саморекламы к подразделению с большой неприязнью относились пророссийские блогеры, которые освещали боевые действия.
Кадыровцы были плохо приспособлены к реальным боевым действиям, поскольку не имели боевой техники, артиллерии или авиации. Как отмечал Институт изучения войны, отряды из этнических чеченцев почти не участвовали в боях и использовались с тылу как «полицейская сила». Украинский политолог Михаил Савва утверждал, что кадыровцы были вовлечены в отъём собственности украинцев на оккупированных территориях, а для разрешения имущественных споров между чеченцами туда была направлена большая группа шариатских судей.
В августе 2022 года Служба безопасности Украины сообщила, что офицер СОБР «Ахмат» Изнаур Мусаев и его подчинённые были причастны к убийству мирных украинцев в Бучинском районе Киевской области в марте 2022 года.
Во время мятежа ЧВК «Вагнер» в июне 2023 года СОБР «Ахмат» был направлен в Ростов-на-Дону для противостояния наёмникам, однако всё время, пока вагнеровцы находились в городе, кадыровцы либо ехали, либо стояли в пробке, и потому не смогли добраться в город и встретиться с ЧВК «Вагнер».
Подразделения спецназа «Ахмат» были назначены охранять границу Курской области накануне украинского наступления в августе 2024, однако бой не приняли. Как сообщали ВЧК-ОГПУ, ультрапатриотические телеграм-каналы и местные жители, чеченские бойцы бежали со своих позиций, бросив солдатов-срочников. Апти Алаудинов оправдывался, что бойцы ВСУ и кадыровцы «разминулись», и силы украинской армии просто прошли мимо опорных пунктов «Ахмата», не вступая в бой.
В конце 2024 года российский провоенный блогер Егор Гузенко «Тринадцатый» обвинил служащих «Ахмата» в пытках и угрозах родным.

## Санкции
С 2019 года СОБР «Ахмат» и его экс-командующий Абузайд Висмурадов находятся под санкциями США. В 2020 году Великобритания также ввела против спецназа «Ахмат» санкции за причастность к преследованиям ЛГБТ в Чечне

## Командование
- Эдилов Тимур Саидмагомедович — действующий командир (01.10.2023)[27][28]
- Бахаев, Ахмед Вахаевич — действующий замкомандира[29]